# Fritz Brüggemann
Fritz Brüggemann, född 1876 och död 1945, var en tysk litteraturhistoriker.
Brüggeman var även verksam som dramaturg och politiker. Han företrädde Karl Lamprechts socialpsykologiska historieuppfattning i ett flertal skrifter såsom Die Ironie als entwicklungsgeschichtliches Moment (1909), Gellerts schwedische Gräfin (1925).